# Neolophonotus anatolicus
Neolophonotus anatolicus là một loài ruồi trong họ Asilidae. Neolophonotus anatolicus được Londt miêu tả năm 1988. Loài này phân bố ở vùng nhiệt đới châu Phi.